# 南矢野目
南矢野目（みなみやのめ）は、福島県福島市の大字である。郵便番号は960-0112。

## 地理
福島市北部の北信地区に属し、地区南部に位置する。北で飯坂町平野、北矢野目と、北東で鎌田と、南で丸子、御山、北沢又と、西で笹谷とそれぞれ隣接する。概ね町村制施行以前の南矢野目村の流れを汲む地域である。松川左岸と八反田川支流の耳取川流域の平地を区域としており、水田や果樹園が広がっていたが、国道13号や福島市道21号北沢又丸子線などの幹線道路が整備されるに伴い、福島市街地北部に隣接する地域として住宅地や商業地として発展してきた。さらに国道13号福島西道路の延伸開通と、それに伴う北福島地区土地区画整理事業により、福島サティ（現在のイオン福島店）を中心とした商業施設が数多く立地し、市内有数の商業地となっている。飯坂町平野に所在する 福島北警察署及び鎌田に所在する飯坂消防署東出張所がそれぞれ管轄にあたる。

### 河川
- 耳取川（阿武隈川水系八反田川支流）

### 主な字
- 赤川前
- 阿弥陀前
- 荒屋敷
- 内出
- 内出東
- 越前
- 上戸ノ内
- 萱積場
- 小泉
- 小泉前
- 盈田
- 才ノ後
- 才ノ前
- 境田
- 桜内
- 桜内前
- 沢目
- 三角田
- 地蔵田
- 地蔵田前
- 清水前
- 下菅原
- 下柳田
- 新田
- 菅原
- 関端
- 台畑
- 高田
- 高田後
- 高田東
- 高畑
- 竹ノ内
- 舘野
- 鼓田
- 鼓原
- 徳元田
- 徳元田北
- 徳元田東
- 戸ノ内
- 中江
- 中島
- 中道
- 中屋敷
- 中谷地
- 中栁田
- 西荒田
- 萩ノ目
- 萩ノ目裏
- 萩ノ目下
- 萩ノ目前
- 端下
- 原下
- 番城前
- 日照原
- 鵯目
- 鵯目東
- 古屋敷
- 道上
- 道下
- 三日尻
- 耳取
- 宮ノ脇
- 向原東
- 向原
- 向原後
- 谷地
- 柳田前
- 夜梨
- 夜梨前

## 歴史
- 1889年（明治22年）4月1日 - 町村制の施行により信夫郡余目村が発足。旧南矢野目村域は余目村の大字となる。
- 1954年（昭和29年） 3月31日 - 余目村が福島市へ編入され、福島市の大字となる。

## 世帯数と人口
2022年（令和4年）3月31日現在の世帯数と人口は以下の通りである。
| 大字     | 世帯数   | 人口   |
| -------- | -------- | ------ |
| 南矢野目 | 2539世帯 | 5831人 |

## 小・中学校の学区
市立小・中学校に通う場合、学区は以下の通りとなる。
| 番地                                                              | 小学校               | 中学校             |
| ----------------------------------------------------------------- | -------------------- | ------------------ |
| 字地蔵田、地蔵田前、番城前、中道、三角田、館野                    | 福島市立平野小学校   | 福島市立平野中学校 |
| 字清水前30番地の1～2・4、31番地の2～3、32番地の1～4、34番地の1～4 | 福島市立笹谷小学校   | 福島市立信陵中学校 |
| 上記を除く全域                                                    | 福島市立矢野目小学校 | 福島市立北信中学校 |

## 交通

### 鉄道
- JR東北新幹線
- JR東北本線・阿武隈急行線
  - 矢野目信号場（上り合流点の一部が当地域にかかる）

### 道路
- 国道13号
  - 福島跨線橋（JR東北本線）
  - 耳取川橋（耳取川）
- 国道13号福島西道路
- 福島市道19号鎌田笹谷線（農免道路）
- 福島市道20号泉前原線
- 福島市道21号北沢又丸子線（福商通り）
- 福島市道26号大森北矢野目線（計画路線）
- 福島市道54号御山宮代線
- 福島市道167号笹谷南矢野目線（イオン通り）

### バス
福島交通路線バス
- （福島駅方面） - 向原 - ※ハッピー愛ランド - 富塚 - （福島競馬場方面）
  - 信夫山循環13号先回り
  - 信夫山循環4号先回り

※一部の便のみ停車
- （福島駅方面） - 境田 - イオン福島店 - イオン福島店西 - 南矢野目道下 - 南矢野目高畑 - 南矢野目道上 - （笹谷方面）
  - 御山経由イオン福島店

## 施設
- 福島市立矢野目小学校
- 福島めばえ幼稚園
- ほくしん保育園
- 福島信用金庫 北支店
- イオン福島店
- ヨークベニマル 矢野目店
- コープふくしま やのめ店
- ホンダカーズ福島 矢野目店
- ネッツトヨタノヴェルふくしま 矢野目店・ジェームス 矢野目店（合築）
- イエローハット 福島御山店
- スーパースポーツゼビオ 福島矢野目店
- ケーヨーデーツー 矢野目店